# Kreis Nagykőrös
Nagykőrös (ungarisch Nagykőrösi járás) ist ein Kreis im Südosten des zentralungarischen Komitats Pest. Der südlichste Kreis im Komitat Pest wird durch den Kreis Cegléd im Norden vom übrigen (dem Hauptteil) des Komitats getrennt. Im Süden grenzt der Kreis an das Komitat Bács-Kiskun mit den Kreisen Kecskemét und Tiszakécske.

## Geschichte
Der Kreis wurde zur ungarischen Verwaltungsreform Anfang 2013 aus dem südlichen Teil des Kleingebiets Cegléd (ungarisch Ceglédi kistérség) abgetrennt.

## Gemeindeübersicht
Der Kreis Nagykőrös hat eine durchschnittliche Gemeindegröße von 9.127 Einwohnern auf einer Fläche von 116,42 Quadratkilometern. Die Bevölkerungsdichte des kleinen Kreises ist die drittniedrigste im Komitat. Der Kreissitz befindet sich in der einzigen Stadt, Nagykőrös.
| 3 Gemeinden     | Status   | Herkunft Kleingebiet | Einwohnerzahl | Einwohnerzahl | Einwohnerzahl | Fläche (km²) | Bevölkerungs- dichte (Ew./km²) |
| 3 Gemeinden     | Status   | Herkunft Kleingebiet | 01.10.2011    | 01.01.2013    | 01.01.2016    | 01.01.2016   | Bevölkerungs- dichte (Ew./km²) |
| --------------- | -------- | -------------------- | ------------- | ------------- | ------------- | ------------ | ------------------------------ |
| Kocsér          | Gemeinde | Cegléd               | 1.892         | 1.859         | 1.832         | 67,28        | 27,2                           |
| Nagykőrös       | Stadt    | Cegléd               | 24.134        | 24.016        | 23.589        | 227,94       | 103,5                          |
| Nyársapát       | Gemeinde | Cegléd               | 1.951         | 1.949         | 1.960         | 54,03        | 36,3                           |
| Kreis Nagykőrös |          |                      | 27.977        | 27.824        | 27.381        | 349,25       | 78,4                           |